# توماس یورگنستاین
توماس یورگنستاین (استونیایی: Toomas Jürgenstein؛ زادهٔ ۲۳ ژوئیهٔ ۱۹۶۴) سیاستمدار و نماینده سابق مجلس اهل استونی است.